# Chorzów (Basses-Carpates)
Pour l’article homonyme, voir Chorzów.
Chorzów est une localité polonaise de la gmina de Roźwienica, située dans le powiat de Jarosław en voïvodie des Basses-Carpates.